# Kirchspiel Freckenhorst
Kirchspiel Freckenhorst war bis 1968 eine Gemeinde im damaligen Kreis Warendorf in Nordrhein-Westfalen. Die Gemeinde war eine der im Münsterland mehrfach vorkommenden „Kirchspielgemeinden“, die das bäuerliche Umland eines städtischen Kirchorts umfassten. Ihr Gebiet gehört heute zur Stadt Warendorf.

## Geografie

Stadt und Kirchspiel Freckenhorst im 19. Jahrhundert

Die Gemeinde Kirchspiel Freckenhorst umschloss kragenförmig die Stadt Freckenhorst und besaß zuletzt eine Fläche von 31,01 km². Sie bestand aus den vier Bauerschaften Flintrup, Gronhorst, Hoenhorst und Walgern.

## Geschichte
Das Gebiet der Gemeinde Kirchspiel Freckenhorst gehörte nach der Napoleonischen Zeit zunächst zur Bürgermeisterei Freckenhorst im 1816 gegründeten Kreis Warendorf. Mit der Einführung der Westfälischen Landgemeindeordnung wurde 1843 aus der Bürgermeisterei Freckenhorst das Amt Freckenhorst gebildet, zu dem die Stadt Freckenhorst sowie die Gemeinden Kirchspiel Freckenhorst und Neuwarendorf gehörten.
Zum 1. Januar 1969 wurde die Gemeinde Kirchspiel Freckenhorst in die Stadt Freckenhorst eingemeindet. Die Stadt Freckenhorst wiederum wurde 1975 in die Stadt Warendorf eingemeindet.

## Einwohnerentwicklung
| Jahr            | Einwohner | Quelle |
| --------------- | --------- | ------ |
| 1832            | 790       | [ 3 ]  |
| 1858            | 771       | [ 4 ]  |
| 1871            | 723       | [ 5 ]  |
| 1885            | 763       | [ 6 ]  |
| 1895            | 753       | [ 7 ]  |
| 1910            | 841       | [ 8 ]  |
| 1939            | 755       | [ 9 ]  |
| 1946            | 1218      | [ 10 ] |
| 1950            | 1074      | [ 1 ]  |
| 1968 (31. Dez.) | 873       | [ 1 ]  |